# Psylacrida gracilis
Psylacrida gracilis là một loài bọ cánh cứng trong họ Cerambycidae.